# Лука (Бор)
Лука је насељено место града Бора у Борском округу. Насеље се налази северно од Бора поред пута Бор - Мајданпек. Према попису из 2022. било је 430 становника (према попису из 2011. било је 537 становника).

## Географија
Насеље је окружено са севера јужним огранцима и венцем планине Дели Јован. На западу је планина Стол, јужни део села је у изворишту Беле Реке, а северни у изворишту Поречке реке. Село пресецају речице: Беле воде, Равна река, Визак и Црнајка.
Село је збијеног типа, размак између кућа је од 15-20 метара а на обронцима села и до 50 метара. Подељено је на два дела: Гоњи Крај (Ђал) и Доњи Крај (Ваље). Гробље се налази источно од села, на брду. Атар села је највише покривен шумом и ливадама. Реони села са њивама, шумом и ливадама се зову: Мало Поље (Кмпја Мика), Гиндуше, Грошa, Пауљешћи, Краку Црнајке, Стојково Брдо (Краку лу Стојку), Сељиште, Крастовички Поток, Зелено Брдо, Требуче, Јастребовац, Ливаде (Љивез), Ујовички Поток, Павлов Поток, Чиста Буча, Велико Поље (Кмпја маре), Присак и Празноврећа. Државна шума је под Црним Врхом на Дели Јовану, а општинске ливаде и шуме су биле на местима Визак, Свињач, Блц и Топла.

## Историја
Село је пореклом од старијег српског и романског стариначког и досељеног становништва, обзиром на мешовите топониме, традицију и обичаје на које се се наилази.
Село је 1530. године имало 30-40 кућа, 1586. године 42 куће, а према турским пописима из 1741. године Лука је имала 13 пореских глава (џизије).
Део села Лука је данас и заселак Топла који је као гранично место између Турске и Аустрије кроз историју мењао своју припадност нахијама Црноречкој и Неготинској а и селу Луки односно селу Бучју, а једно време је био и расељен. О мењању административног положаја Топле сведочи и преписка кнеза Милета Радојковића из Зајечара и кнеза Стефана Стојановића из Неготина са Кнезом Милошем у вези спора Дубочана, Бучја, Доње Беле Реке и Луке у погледу Топле. У преписци се разјашњава и решава спор у коме се су се људи из Дубочана, Бучја и Топле спорили са мештанима Луке и Доње Беле Реке о власништву над ливадама и њивама које су пре него што су Турци настанили Топлу припадале Луки.
Феликс Каниц пише да је Хердер у рудоносним слојевима барита код Луке наишао на оловну шљаку у којој је било сребра, а да је Феликс Хофман бележи да je 1886. неки сељак орући на “Чистој бучи” код Луке нашао комад злата тежак 213 грама, за који je y Неготину добио 14 дуката. Такође Каниц пише да је из правца Доње Беле Реке преко Требућа и Луке у долину Поречке реке према Талијати на Дунаву ишао римски пут.

## Лука Данас
У самом селу се налазе три чесме са пијаћом водома на путу од Луке према некадашњем рударском месту Глоговица налази се Вајфертова спомен чесма која је и данас сачувана.
Сеоске славе су на Биљин Петак, Спасовдан и Петровдан. Село негује народне обичаје, етно фестивале, вашаре, славе и разне друге светковине. У селу се налазе културно-историјски споменици: Етно кућа која је ризница старина, Вaјфертова чесма и Споменици палим борцима из Првог и Другог светског рата.
Село има дом културе, месну заједницу, амбуланту и пошту. Четвороразредна основна школа је истурено одељење ОШ „Вук Караџић“ у Бору.
Захваљујући чистом ваздуху и очуваној природи, место је погодно за сеоски туразам.

## Демографија
Према попису из 2022. у Луки живи 430 становника што је за 107 мање (-19,93%) у односу на попис из 2011. када је било 537 становника. У насељу има 368 пунолетних становника, а просечна старост становништва износи 48,41 година (48,19 код мушкараца и 48,64 код жена).
Према подацима пописа из 2022. у насељу има 144 домаћинства, а просечан број чланова по домаћинству је 2,99, а према попису из 2002. у насељу има 175 домаћинстава, а просечан број чланова по домаћинству је 3,50.
Становништво у овом насељу веома је нехомогено, а у последња три пописа, примећен је пад у броју становника.
|             | \| Демографија[8] \| Демографија[8] \| Демографија[8] \| \| Година \| Становника \| Становника \| \| -------------- \| -------------- \| -------------- \| \| 1948. \| 1.082 \| \| \| 1953. \| 1.093 \| \| \| 1961. \| 1.022 \| \| \| 1971. \| 936 \| \| \| 1981. \| 849 \| \| \| 1991. \| 702 \| 695 \| \| 2002. \| 612 \| 622 \| \| 2011. \| 537 \| \| \| 2022. \| 430 \| \| |            |
| Демографија | |            |
| Година      | Становника | Становника |
| 1948.       | 1.082 |            |
| 1953.       | 1.093 |            |
| 1961.       | 1.022 |            |
| 1971.       | 936 |            |
| 1981.       | 849 |            |
| 1991.       | 702 | 695        |
| 2002.       | 612 | 622        |
| 2011.       | 537 |            |
| 2022.       | 430 |            |

| Етнички састав према попису из 2002.‍ | Етнички састав према попису из 2002.‍ | Етнички састав према попису из 2002.‍ | Етнички састав према попису из 2002.‍ | Етнички састав према попису из 2002.‍ |
| ------------------------------------ | ------------------------------------ | ------------------------------------ | ------------------------------------ | ------------------------------------ |
|                                      |                                      |                                      |                                      |                                      |
| Власи                                | Власи                                |                                      | 373                                  | 60,94%                               |
| Срби                                 | Срби                                 |                                      | 159                                  | 25,98%                               |
| Роми                                 | Роми                                 |                                      | 7                                    | 1,14%                                |
| Румуни                               | Румуни                               |                                      | 4                                    | 0,65%                                |
| Немци                                | Немци                                |                                      | 1                                    | 0,16%                                |
| непознато                            | непознато                            |                                      | 26                                   | 4,24%                                |

| Година пописа     | 1948. | 1953. | 1961. | 1971. | 1981. | 1991. | 2002. |
| ----------------- | ----- | ----- | ----- | ----- | ----- | ----- | ----- |
| Број домаћинстава | 264   | 257   | 255   | 233   | 215   | 191   | 175   |

| Број чланова      | 1  | 2  | 3  | 4  | 5  | 6  | 7  | 8 | 9 | 10 и више | Просек |
| ----------------- | -- | -- | -- | -- | -- | -- | -- | - | - | --------- | ------ |
| Број домаћинстава | 26 | 45 | 33 | 18 | 19 | 15 | 12 | 7 | 0 | 0         | 3,50   |

| Пол    | Укупно | Неожењен/Неудата | Ожењен/Удата | Удовац/Удовица | Разведен/Разведена | Непознато |
| ------ | ------ | ---------------- | ------------ | -------------- | ------------------ | --------- |
| Мушки  | 253    | 49               | 182          | 16             | 6                  | 0         |
| Женски | 280    | 23               | 182          | 65             | 10                 | 0         |
| УКУПНО | 533    | 72               | 364          | 81             | 16                 | 0         |

| Пол    | Укупно                    | Пољопривреда, лов и шумарство | Рибарство                            | Вађење руде и камена | Прерађивачка индустрија       |
| ------ | ------------------------- | ----------------------------- | ------------------------------------ | -------------------- | ----------------------------- |
| Мушки  | 156                       | 89                            | 0                                    | 17                   | 22                            |
| Женски | 139                       | 128                           | 0                                    | 0                    | 2                             |
| УКУПНО | 295                       | 217                           | 0                                    | 17                   | 24                            |
| Пол    | Производња и снабдевање   | Грађевинарство                | Трговина                             | Хотели и ресторани   | Саобраћај, складиштење и везе |
| Мушки  | 5                         | 2                             | 4                                    | 2                    | 6                             |
| Женски | 0                         | 0                             | 1                                    | 1                    | 0                             |
| УКУПНО | 5                         | 2                             | 5                                    | 3                    | 6                             |
| Пол    | Финансијско посредовање   | Некретнине                    | Државна управа и одбрана             | Образовање           | Здравствени и социјални рад   |
| Мушки  | 0                         | 1                             | 2                                    | 0                    | 0                             |
| Женски | 0                         | 0                             | 1                                    | 3                    | 1                             |
| УКУПНО | 0                         | 1                             | 3                                    | 3                    | 1                             |
| Пол    | Остале услужне активности | Приватна домаћинства          | Екстериторијалне организације и тела | Непознато            | Непознато                     |
| Мушки  | 1                         | 0                             | 0                                    | 5                    | 5                             |
| Женски | 0                         | 0                             | 0                                    | 2                    | 2                             |
| УКУПНО | 1                         | 0                             | 0                                    | 7                    | 7                             |

## Галерија
- Лука (Бор)
- Luka dom kulture
- Luka Vajfertova cesma
- Luka spomenik palim ratnicima u I sv. ratu
- Luka spomen ploča ratnicima NOB
- Luka osnovna skola